# Rinaldo Agazzi
Rinaldo Agazzi (Mapello, 30 ottobre 1857 – Bergamo, 24 maggio 1939) è stato un pittore italiano, fratello maggiore e maestro di Ermenegildo.

## Biografia
Figlio di Francesco e Pierina Moscheni, proprietari di un’osteria che si trasferirono da Mapello a Bergamo nel 1871, è allievo di Enrico Scuri all'Accademia Carrara di Bergamo e di seguito di Mino Maccari all'Accademia Libera di Roma, unitamente a Giovanni Cavalleri, Giuseppe Aureli, Cesare Bertolotti, Carlo Botti.
Il suo periodo romano è caratterizzato dall'influenza pittorica dei veristi napoletani (come Ettore Tito, Francesco Paolo Michetti, Vincenzo Irolli, Francesco Mancini) che, unita a quella dei lombardi e veneti (Giacomo Favretto, Luigi Nono), ha contribuito fortemente a sviluppare la sua personalità artistica. Aderisce in questa fase al verismo, per poi dedicarsi al ritratto alla maniera di Cesare Tallone.
Nel 1884 rientra a Bergamo, dove si stabilisce in via Osio e lavora presso l’istituto di Arti Grafiche.
Le precarie condizioni economiche lo spingono a produrre grandi quantità di dipinti di genere di facile vendita, situazione che causa in Agazzi gravi conseguenze personali (viene ricoverato presso un ospedale psichiatrico), cui si aggiungono vicissitudini familiari 
come l’arresto del cognato, da dove trae spunto per realizzare L'arresto.
Partecipa alla III Esposizione internazionale d'arte di Venezia del 1899 insieme al fratello minore e suo allievo Ermenegildo. Prende parte a numerose mostre in Italia e all'estero: Torino, Milano, Venezia (1920, XII Esposizione internazionale d'arte, dove espone La colazione), Bologna, Parigi, Barcellona, Londra ((1913, Mostra degli acquarellisti), Firenze, Monaco di Baviera (1905 e 1909 Quadriennali), Roma (1913, Mostra della Secessione romana), essendo presente a quasi tutte le manifestazioni artistiche europee dal 1884 alla prima guerra mondiale, ottenendo i consensi dei collezionisti e della critica mondiale. 
Fra le tante personali allestite vanno ricordate le due postume, al Palazzo della Permanente di Milano nel 1941 con prefazione in catalogo di R. Giolli e di G. Cerrina, a Bergamo nel 1945 con prefazione in catalogo di U. Ronchi e ancora a Bergamo con prefazione in catalogo di Mario Monteverdi.
A Rinaldo e al fratello Ermenegildo è intitolato il Premio Agazzi, concorso di pittura, acquerello e grafica che si svolge a Mapello, paese natale degli artisti.

## Opere
Artista di iniziale estrazione verista, derivata dalla sua formazione presso l'Accademia Libera di Roma e dall'influenza del pittore napoletano Antonio Mancini, ottiene i primi riconoscimenti con l'opera "Il ritratto di Girolamo Bonaparte", che gli consente l'accesso a numerose esposizioni.
La delicata situazione economica e personale si riflette sulla produzione del periodo bergamasco, dove si dedica a pittura di genere facilmente vendibile volta al sostentamento della famiglia, affiancata a dipinti intrisi di forte realismo e opere con determinata valenza sociale ("Gli schiavi bianchi").
Gli ultimi anni della sua attività sono dedicati alla ritrattistica ("Ritratto di gentiluomo con garofano all'occhiello"). 
Degna di nota anche la sua produzione a carboncino.
- 1891 – Ritratto dell'architetto Gaetano Gallizioli, 127 x 92 cm, Accademia Carrara, Bergamo
- 1901 – Ritratto di donna, 85 x 70 cm, Accademia Carrara, Bergamo
- 1909 – Giovane contadina
- 1912 – Ragazza con iris, 65 x 50 cm, collezione privata
- 1917 – Ritratto di Della Torre Sforza, 100 x 165 cm, Ospedale Papa Giovanni XXIII, Bergamo
- 1919 – Ritratto di Sebastiano Gorra cavaliere, 107 x 197 cm, Ospedale Papa Giovanni XXIII, Bergamo
- 1922 – Canale a Venezia, 60 x 43 cm, collezione privata
- 1923 – Ritratto di Lorenzo Venanzi, generale e cavaliere, 101 x 164 cm, Ospedale Papa Giovanni XXIII, Bergamo
- 1925 – Ritratto di un pittore, 117 x 166 cm, Accademia Carrara, Bergamo
- 1925 – Il vestito della festa, 97 x 73 cm, collezione privata
- 1931 – San Giovanni Bianco
- 1939 – Interno di un cortile 57 x 31, collezione privata
- L'idiota
- Tre fanciulle, 110,5 x 72 cm.